# 八王子市の歴史
八王子市の歴史（はちおうじしのれきし）では、現在の東京都八王子市に属する地域の歴史を解説する。

## 歴史
現在の八王子市域に人々が住み着き始めたのは有史以前の時代のことで、市域には先史時代の遺跡が数多く点在している。代表的なものとして国の史跡に指定されている椚田遺跡のほか、船田、北野などの各遺跡があり、八王子市域のこの時代の遺跡は主に浅川およびその支流付近の段丘面に位置している。縄文時代中期から平安時代に至るまでの集落が同一の遺跡から発見されており、先史時代からかなり後の時代まで、人々は河川付近の段丘面にのみ集住して暮らしていたことが分かる。
1964年（昭和39年）に発掘された宇津木向原遺跡では、ムラの住居跡とともに方形周溝墓が発見された。特定の個人を葬った方形周溝墓は弥生時代のムラにおける身分格差を示すとされている。
この地が大和王権の支配下に組み入れられると、市域は武蔵国の多麻郡（現代の用字では多摩郡）に編入された。古代に八王子市域に存在した郷名などははっきりしないが、931年（延長9年/承平元年）に勅旨牧に指定された小野牧（おののまき）(船木田荘、横山荘)を八王子市由木付近に求めようとする説がある。

### 平安時代
759年（天平宝字3年）、橘右京少輔(橘氏伝説に登場)が皇后の安産祈願に子安神社を建立。
916年（延喜16年）、京都の僧・妙行が深沢山に八王子神社を建立。
924年（延長2年）、小野篁を祖とする小野隆泰が八幡八雲神社を勧進。
939年（天慶2年）、武蔵七党系図筆頭横山党小野義孝が武蔵権守となり、現在の八王子市横山町に名を残す横山荘に居館を構えて横山氏を称した。
1191年（建久2年）鎌倉幕府家臣梶原景時が、元八王子に梶原八幡神社を勧進した。

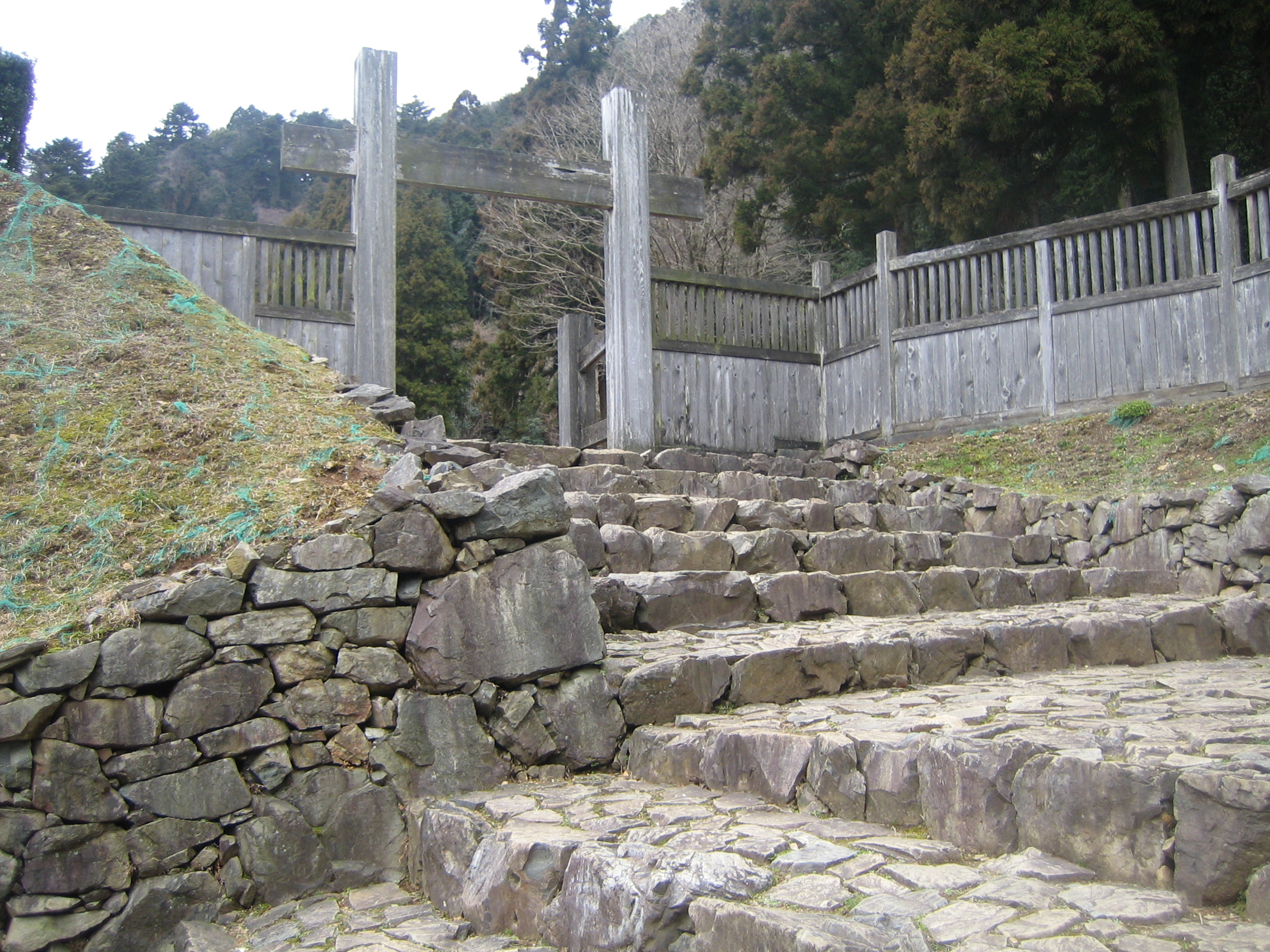
八王子城跡

1212年（建暦3年）の和田合戦で横山時兼が和田義盛に加担し横山庄の領地を没収され凋落した。
1214年（建保2年）、横山庄は鎌倉幕府政所別当大江広元に与えられ、重臣大江氏の一族である長井氏や、執権北条氏の一族が支配した。

### 室町時代
1356年（延文元年）、大石信重が笛吹峠の合戦の戦功にて武蔵国入間・多摩の両郡に13郷を得て多摩に移住し、二宮（現・あきる野市）に館を構えた。信重は浄福寺城（現・八王子市下恩方町）を築城した。
1458年（長禄2年）、大石顕重（信重の玄孫）が高月城（現・八王子市高月町）を築城し、二宮から本拠を移した。片倉城や滝山城などの八王子市域の中世城館の多くはこの時期に建てられたものである。

### 戦国時代
16世紀前半に南の相模国から北上してきた後北条氏が多摩地域から武蔵全域に向かって勢力を伸張し、大石氏もその圧力を受けた。
1546年（天文15年）、山内上杉氏・扇谷両上杉氏が河越夜戦で敗れると大石氏は後北条氏に屈服することになった。
1559年（永禄2年）11月、大石定久は北条氏康の次男北条氏照を養子に迎え、後北条氏に取り込まれた。北条氏照は大石氏の滝山城に入った。
1569年（永禄12年）、甲斐国主・武田信玄による八王子を通過する小田原攻め開始。同年10月1日、廿里古戦場にて、武田信玄軍と後北条氏軍が戦い、後北条氏軍敗走。その後、武田信玄により後北条氏方の滝山城が包囲される。10月8日、武田信玄による小田原城包囲の帰路三増峠の戦いが発生し、後北条氏軍が敗走。武田氏軍は八王子を占領せずに甲斐国に帰国した。
1587年（天正15年）、北条氏照が滝山城より守備力の高い深沢山(現在の城山)に八王子城を築城し本拠とした。深沢山には「八王子権現（はちおうじごんげん）」が祀られている八王子神社があり、これが市名の由来となった。異説として、深沢山に元々八王子権現とゆかりの深い山王社が建っていたからという説もある。
近年、八王子と大石氏、北条氏照の関係に関する研究が進み、大石氏は北条氏綱の時代には既に屈服していたとする説、大石定久と北条氏照の間に1代（大石綱周）存在していたとする指摘、上杉謙信が小田原攻めを行った1561年（永禄4年）には滝山城はまだ築城されていなかったとする説など、様々な新説が出されている。

### 安土桃山時代
1590年（天正18年）、後北条氏が豊臣秀吉と敵対し、小田原征伐を受け、八王子城にて八王子城合戦。後北条氏方が壊滅。8月、後北条氏が豊臣秀吉に降伏。北条氏照が兄の北条氏政とともに切腹、領地没収。北条旧領土は徳川家康に与えられた。その後、豊臣秀吉により徳川家康が三河より江戸への国替えに伴い、旧武田家旗本からなる徳川家康譜代旗本甲州九口之道筋奉行（後の八王子千人同心）が八王子に移る。
1591年（天正19年）、大久保長安が八王子の奉行となる。
1593年（文禄2年）、八王子千人同心（八王子五百人同心）が元八王子町より、千人町の拝領屋敷へ移る。
1599年（慶長4年）に関ヶ原の戦いを前にして、代官頭大久保長安の発案にて500人から1000人に増員して「八王子千人同心」となる（同心が江戸時代以前の旧職制名であることに留意）。

### 江戸時代
1603年（慶長8年）江戸幕府創設。徳川氏は八王子に支城を置かず、八王子城を廃城とした上で八王子を直轄領とした。八王子には代官頭の陣屋を置き、関東各地の直轄領（御料）を支配する代官18人（八王子十八人代官）が駐在することとなり、武田家旧臣の大久保長安が代官頭をつとめてこの地方の開発を担当した。長安は甲州街道を整備し、八王子城下より東の浅川南岸の街道沿いに新たに八王子町を設けて旧八王子城城下の住民を街道沿いに移住させた。
1613年（慶長18年）4月に大久保長安死去。大久保長安事件に発展。
1650年代（慶安3年-万治2年）までに、徳川氏による八王子の開発の結果、現在の八王子の中心市街（八王子駅の北）には甲州街道に沿って何町も連なる大きな宿場町が完成し、八王子十五宿（八王子横山十五宿）とよばれるようになる。この宿は街道中最大の宿となった。八日市・横山・八幡などの地名は滝山城の城下町から八王子城の城下町へ、そして八王子町へと受け継がれたものである。
1704年（元禄17年/宝永元年）八王子宿への代官の駐在を廃止。陣屋撤去。関東御料の代官は江戸に移住する。なお、八王子宿は幕府直轄の天領であったが、江戸近郊の常として周辺の村には旗本や小大名の相給地も多く、一元的領域支配は行われていない。
近世後半には全国的に生産力の増大がみられ、なかでも米などの貢納用作物のほかに商品作物の栽培が増加するが、八王子宿を中心とする周辺の村々では主に、絹の原料となる蚕やその飼料となる桑、あるいは茶など商品作物の生産がさかんになった。しかし、生産力の増大は一方で農民の間に経済力の格差の拡大をもたらし、結果として治安も悪化することになる。
1707年(宝永4年）富士山噴火（宝永大噴火）。大船村などで作物収穫できず。(関東ローム層、宝永スコリア層)
1827年（文政10年）、幕府の文政の改革により、関東地方では組合村（寄場組合村・改革組合村ともいう）が結成される。このとき八王子宿近辺では八王子宿組合村が成立した。これにより八王子宿とその周辺の村々の間では治安面などでの広域的な連携がみられるようになった。この八王子宿組合と、小仏関を中心とする小仏駒木野組合の構成は、ほぼ現在の八王子市の行政区域と重なっており、現在の市域に地域自治的なまとまりがこの頃生まれていたことがわかる。

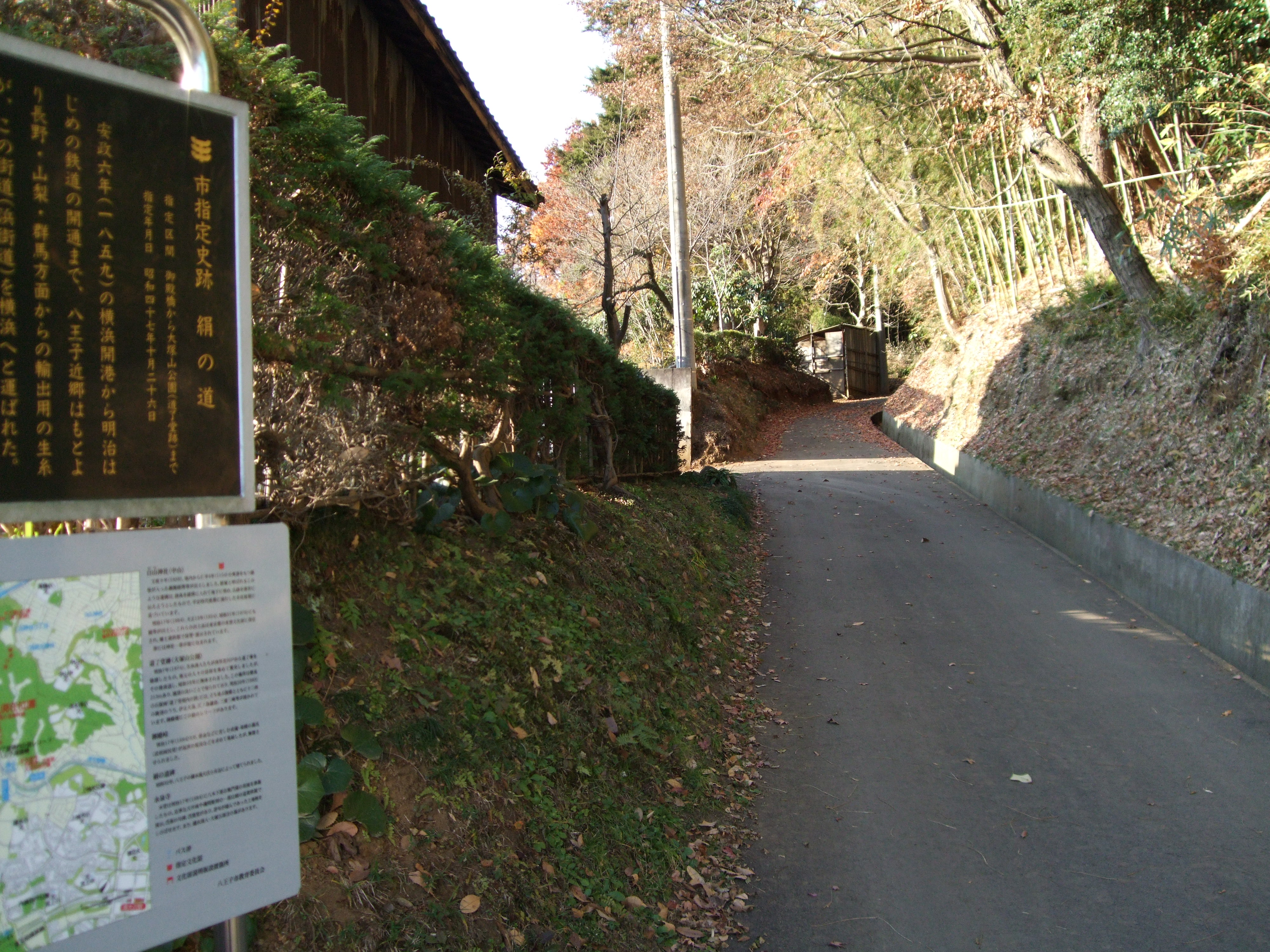
八王子と横浜を結んだ絹の道

幕末期、横浜開港により絹が主要な輸出産品となると、八王子は生糸・絹の一次生産地として、また関東各地から横浜へ送り出す輸送の中継地として栄えた。
1865年（慶応2年）の武州一揆や長州戦争（第二次長州征討）など社会情勢の不穏さが増すと、幕府は八王子陣屋の再設置を計画する。すなわち、幕府は、相給地の私領を整理して多摩郡の宿村をすべて幕領とし、村落支配を一元化することを試みたが、陣屋の設置による代官の交代と、引き継ぎに伴う混乱を嫌った八王子宿その他多摩の村々の反対により、実現せずに明治（1868年）の明治維新を迎えた。
明治維新時、八王子千人隊が新政府側に降伏した為、八王子は大きな戦渦に巻き込まれなかった。

### 近代
維新後も、八王子は引き続き生糸貿易の中継地として隆盛した。1873年（明治6年）には「生糸改会社」が、1886年（明治19年）には織物仲買商により織物組合が結成された。織物組合は1899年（明治32年）に機業家を加えて織物業同業組合に発展改組され、現在の八王子織物工業組合の起源となっている。繊維産業の隆盛は、製糸業者萩原彦七が私財を投じて架橋した萩原橋（浅川）の名からも窺い知れる。
1889年（明治22年）には甲武鉄道が開通し、東京との間を結んだ。現在のJR中央本線である。
1917年（大正6年）には、多摩地域で初、東京府内では東京市に次ぎ2番目に市制を施行（当時、豊多摩郡、現在の牛込を除く新宿区・渋谷区・中野区・杉並区）、荏原郡（現、品川区・大田区・世田谷区・目黒区）、北豊島郡（現、豊島区・北区・荒川区・板橋区・練馬区）、南足立郡（現、足立区）、南葛飾郡（現、本所を除く墨田区・深川を除く江東区・葛飾区・江戸川区）は東京市編入前であり郡制を敷いていた。）するなど、多摩地域の中心都市として位置づけられた。この時期にあった「多摩県」（多摩3郡のみで県を構成する案）、「武蔵県」（多摩3郡と豊多摩郡・荏原郡・北豊島郡・南足立郡・南葛飾郡を含めて県を構成する案）構想では、その構成単位の中で唯一市制を敷く八王子市に県庁を置く案があった。

また1910年代から1920年代にかけては八王子にバスが走り始め、高尾自動車（現在の西東京バス）と八王子市街自動車（現在の京王電鉄バス八王子営業所）が乗合バスを運行していた。
1925年（大正14年）には玉南電気鉄道東八王子駅が甲州街道沿いに開業（現在の京王線京王八王子駅）。翌年には京王電気軌道の駅となり新宿追分駅への直通運転を開始した。
1926年（大正15年/昭和元年）12月25日に大正天皇が崩御すると、翌年初めに陵墓の地が横山村に選定され「多摩御陵」と名づけられた。これに伴い近接する甲州街道の改修などが進んだ。御陵参拝の玄関口となる皇室専用駅の東浅川駅および省線浅川駅（現・高尾駅）前と追分の間の甲州街道にイチョウ並木が整備されたのもこのときである。拡幅された甲州街道には、1929年（昭和4年）に路面電車である武蔵中央電気鉄道が開通、また京王電気軌道は陵墓への参拝客の輸送のため、1931年（昭和6年）に御陵線を開通させた。なお、路面電車は1939年（昭和14年）に廃止、御陵線は1945年（昭和20年）に不要不急線として廃止された。
1936年（昭和11年）、八王子市歌（作詞：北原白秋、作曲：山田耕筰）を制定。東京府内では東京市歌に次ぎ2番目、多摩地域では最初に制定された市歌であった。
昭和初期の不況（＝昭和金融恐慌・昭和恐慌）や、1937年（昭和12年）にはじまる日中戦争期（当時の呼称：支那事変）のいわゆる戦時体制により、繊維産業も徐々に衰退した。とくに戦時中には繊維業でも軍需工場への転換が進み、また、男性従業員の徴兵などによる人手不足や企業統合により休業・廃業する工場も現れた。

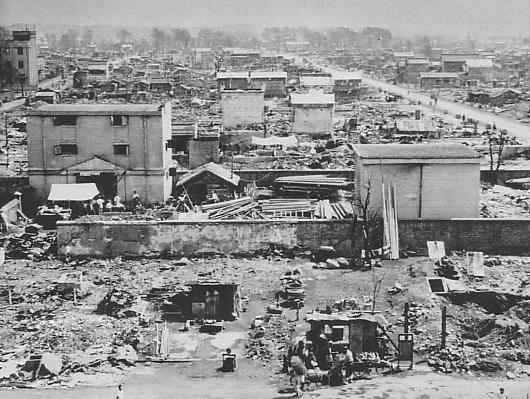
空襲後の八王子市街

太平洋戦争末期（当時の日本側の呼称：大東亜戦争）には多摩地域の中心都市であることや、軍需工場の存在により、八王子は米軍による本土空襲の攻撃目標とされた。1945年（昭和20年）8月2日未明の八王子空襲では、B-29の編隊170機により約67万発の焼夷弾が投下され、当時の市街地の面積比で80%、戸数にして14,000戸以上が焼失し、450名余が死亡、2,000名以上が負傷した。同月5日昼には、高尾山にほど近い中央本線の湯ノ花（別称：猪鼻・亥ノ鼻）トンネル出口で、長野方面の疎開地に向かう人々を乗せた下り列車が米軍機P51の機銃掃射を受け、一部をトンネル内に残したまま停止した列車は炎上、死者53名・重軽傷者133名の被害を受けた（湯の花トンネル列車銃撃事件）。同年8月15日の終戦間近に起きた八王子空襲と湯の花トンネル列車銃撃事件は、戦争の悲劇として市民に記憶され、現在も慰霊祭が行われている。

### 現代
戦後の1946年（昭和21年）に八王子は戦災都市の指定を受け復興計画が策定された。八王子空襲と戦後の統制経済により停滞していた織物産業は戦後の衣料不足により復興、1950年代の高度成長期には「ガチャンと機を織れば万の金が入る」という「ガチャ万景気」と呼ばれるほどの好況を呈した。
市域については、1950年代（昭和25年 - 昭和34年）からは町村合併法に基づいて周辺町村の編入が進み、1955年（昭和30年）には横山村ほか5村と、1959年（昭和34年）には浅川町と合併、1964年（昭和39年）8月1日の由木村との合併をもって、現在の市域がほぼ定まった。また、同年10月に開催された東京オリンピックでは自転車競技の会場となっている。

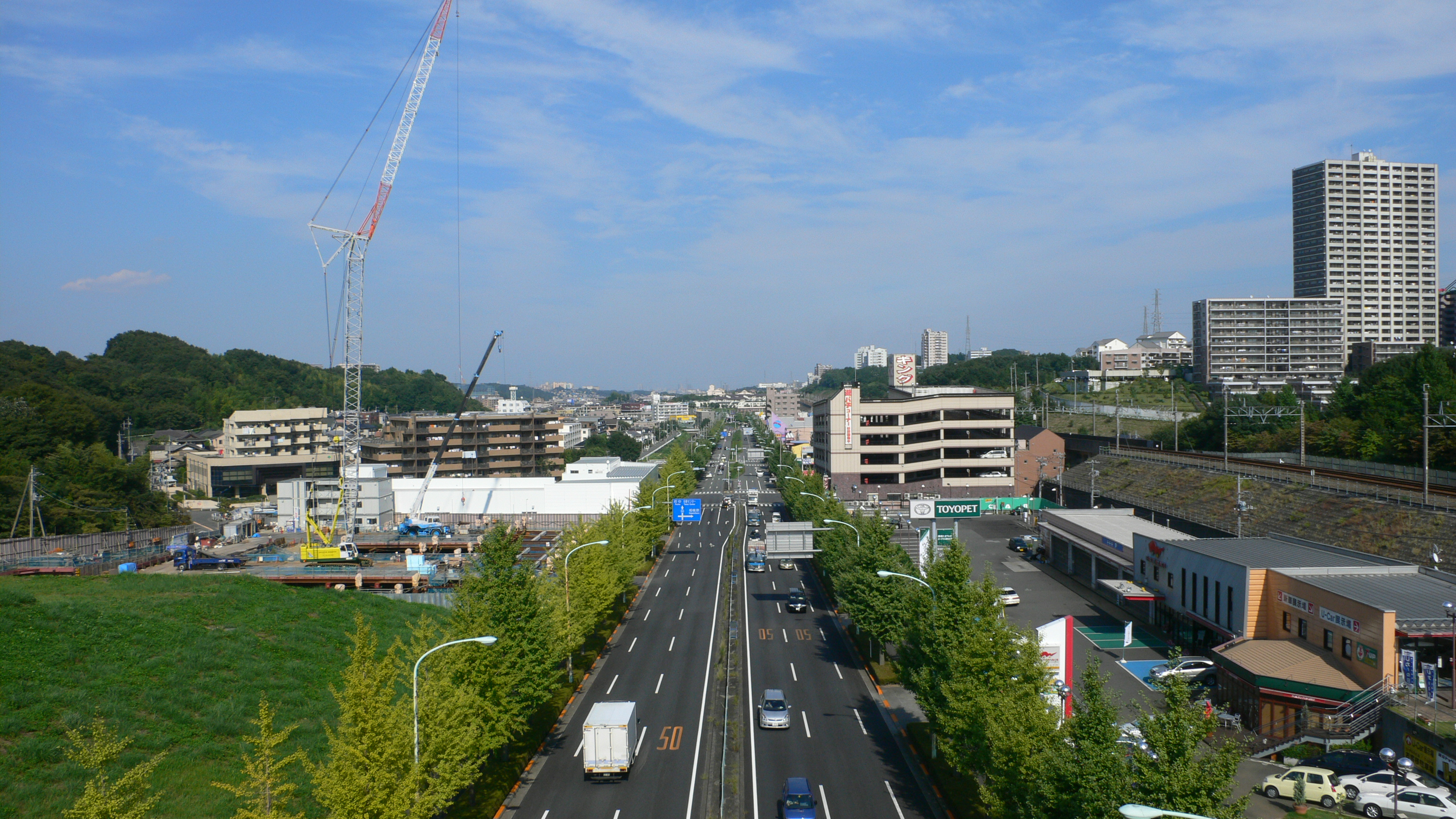
ニュータウンとして開発が進む南大沢

同1964年暮れには多摩ニュータウンの計画がスタートし、1971年（昭和46年）に入居が開始した。このほかにも郊外の丘陵地を中心に新たな住宅団地が造成され、都心のベッドタウンとして新住民が流入し八王子市の人口は急増した。
規模1千戸以上の代表的な住宅開発として、京王帝都電鉄が1967年（昭和42年）の京王高尾線開業に合わせ、分譲一戸建て中心の「京王めじろ台」を開発して1970年（昭和45年）に入居開始した。その後も宅地開発は続き、1972年（昭和47年）には市南部の「南陽台」で入居開始、市北東部では1974年（昭和49年）の「東急片倉台」と1977年（昭和52年）の「西武北野台」が相次いで入居開始した。集合住宅中心の団地では、1968年（昭和43年）に都営「中野団地」が入居開始、1974年（昭和49年）には大規模都営団地の「長房団地」が入居開始した。日本住宅公団 (UR) による公団住宅では、「館ヶ丘団地」が1975年（昭和50年）、「グリーンヒル寺田」が1980年（昭和55年）「宇津木台団地」が1985年（昭和60年）に入居開始している。
八王子市の人口は、合併完了後の1965年（昭和40年）には20万人余であったが、9年後の1974年（昭和49年）には30万人、さらに9年後の1983年（昭和58年）には40万人を超えた。
地域を代表する産業であった繊維関連業は、産業構造の転換により1960年代からは次第に衰退した。代わって北八王子工業団地などの工業団地が造成され、精密機械や電子機器の工場や関連工場が誘致された。
1983年（昭和58年）、八王子駅に駅ビル「八王子ターミナルビル」が開業し、核店舗として百貨店のそごう八王子店が進出（2012年に閉店）。年に八王子市役所が本町から現在地（元本郷町）へ移転した。この頃から市街地の中心が、江戸時代の宿場町を基礎とする甲州街道沿いの商店街から鉄道駅（八王子駅・京王八王子駅）周辺へ移行していった。

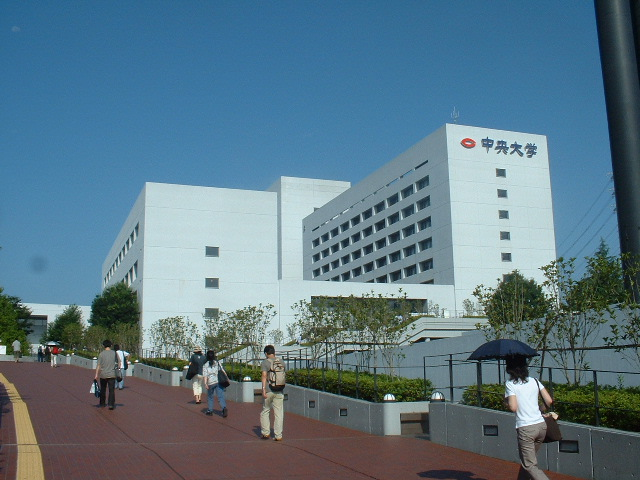
八王子に移転した中央大学

1963年（昭和38年）の工学院大学の移転を皮切りに、都心の大学の移転が次々と行われ、住宅団地と同様に郊外の丘陵地に各校の新校舎が建設された。現在では約11万人の学生が八王子市および周辺の大学に通学しており、東京近郊における主要な文教都市のひとつとなっている。
多摩ニュータウン地区にも「三井アウトレットパーク 多摩南大沢」や「ぐりーんうぉーく多摩」等に代表されるような郊外型大規模ショッピングセンターが出店した。また、住宅地開発も続けられ、1997年（平成9年）には、南部多摩丘陵地帯を開発した八王子ニュータウン（みなみ野シティ）が街開きしている。
中心市街地の都市再開発も進められ、1994年（平成6年）に京王八王子駅ビル（京王八王子ショッピングセンター）、1997年（平成9年）に八王子駅北口地区再開発ビル（八王子スクエアビル）、2003年（平成15年）には甲州街道沿いの八日町第2地区再開発ビル（ビュータワー八王子）が、2010年（平成22年）には八王子駅南口地区再開発ビル（サザンスカイタワー八王子）とJR東日本による八王子駅南口駅ビル（セレオ八王子南館）が完成した。2012年（平成24年）にはそごう八王子店跡地の八王子駅北口駅ビルがリニューアルし、単館としてはJR東日本最大の駅ビル商業施設「セレオ八王子北館」が開業した。
その後も八王子駅南口JR貨物の商業施設、八王子駅と京王八王子駅の間にある東京都立産業技術研究センター八王子支所跡地を中心に、東京都八王子合同庁舎、八王子市保健所がある街区を含めた再開発が行われる予定（2014年現在）。

## 年表

### 近世以前
- 縄文時代中期 - 古墳時代 河川付近の段丘面に住民が集住する。
- 7世紀 - 武蔵国設置。多摩郡に属する。
- 10世紀 - 小野牧・由井牧・横山荘の成立。小野氏の支流が横山党を称し勢力を拡大。

### 室町時代
- 15世紀 - 守護代大石氏が勢力を誇る。滝山城、片倉城などの城館を建設。
- 1560年（永禄3年）頃 - 後北条氏から氏照が大石氏と養子縁組。

### 安土桃山時代
- 1584年（天正12年） - この頃、八王子城が建設される。
- 1590年（天正18年） - 八王子城落城。後北条氏にかわって徳川家康領となる。徳川氏は八王子に代官陣屋を設置。徳川家康譜代旗本甲州九口之道筋奉行が八王子に移動する。
- 1599年（慶長4年） - 関ヶ原の戦いを前に、大久保長安発案にて500人から1000人に増員して「八王子千人同心」成立。
- 1601年（慶長06年） - 甲州街道の整備が始まる。

### 江戸時代
- 1652年（慶安05年/承応元年） - 千人同心の日光勤番が始まる。
- 1704年（元禄17年/宝永元年） - 八王子代官陣屋廃止。地域の幕領は韮山代官所の支配下に置かれる。
- 1817年（文化14年11月22日） - 八王子隕石落下。
- 1863年（文久02年/文久03年） - 代官江川英武による農兵設置。
- 1866年（慶応元年/慶応02年） - 武州一揆が起こり、八王子千人同心と農兵などにより鎮圧される。
- 1867年（慶応02年/慶応03年） - 幕府による八王子陣屋の再設置計画、村々の反対で中止される。

### 近代

#### 明治
- 1868年（明治元年） - 幕府の解体（明治維新）により、多摩地域は藩領を除いて新政府の直轄地となり、韮山県、武蔵知県事管内（のち品川県）などに所属、その後1872年までに全域が神奈川県に編入。
- 1873年（明治06年） - 生糸改会社設立。
- 1878年（明治11年） - 第三十六国立銀行（八王子）設立。
- 1881年（明治14年） - 明治天皇が兎狩り狩りとして御殿峠に行幸する。
- 1889年（明治22年） - 町村制施行により八王子町成立。甲武鉄道（現・中央本線）開通。
- 1890年（明治23年） - 郡制施行。南多摩郡郡役所が設置される。
- 1893年（明治26年） - 多摩地域が東京府へ移管される。
- 1894年（明治27年） - 八王子商工会議所設立（関東では、東京・栃木・宇都宮に次いで4番目）。
- 1896年（明治29年） - 八王子電燈会社開業。
- 1897年（明治30年） - 八王子大火、死者42人、負傷者223人。焼失戸数3,341戸[10]は、当時の八王子町の戸数約5,300戸[11]の63%にあたる。
- 1900年（明治33年） - 町役場が旧一府九県連合共進会館の建物（元横山町）へ移転。
- 1903年（明治36年） - 八王子電話所開設。
- 1908年（明治41年） - 横浜鉄道（現・横浜線） 八王子 - 東神奈川間開通
- 1910年（明治43年） - 町役場が旧第七十八国立銀行の建物（八幡町）へ移転。

#### 大正
- 1917年（大正6年）9月1日 - 市制施行（人口約44,000人）。東京府内で東京市に次ぐ2番目の市制都市となる。市章を制定。
- 1918年（大正7年） - 市制施行記念日を10月1日に決定。
- 1920年（大正9年） - 第1回国勢調査：3万8955人、戸数：7668戸。
- 1920年（大正9年） - 消防組を設立。
- 1925年（大正14年） - 玉南電気鉄道（現・京王電鉄）東八王子 - 府中間開通。第2回国勢調査：4万5288人、戸数：9136戸。
- 1926年（大正15年/昭和元年） - 広報創刊。12月25日、大正天皇崩御。

#### 昭和初期 - 第二次世界大戦
- 1927年（昭和2年） - 大正天皇陵（多摩御陵）が建設される。高尾登山電鉄 清滝 - 高尾山間開通。
- 1928年（昭和3年） - 八王子競馬、初の開催。
- 1930年（昭和5年） - 武蔵中央電気鉄道 東八王子 - 高尾橋間開通。第3回国勢調査：5万1888人、戸数：1万258戸。
- 1931年（昭和6年） - 京王御陵線 北野 - 多摩御陵 - 多摩御陵前開通。 八高線 八王子 - 東飯能間開通。
- 1935年（昭和10年） - 第4回国勢調査：5万9494人、1万1237戸。
- 1936年（昭和11年） - 「八王子市市歌」制定（作詞：北原白秋　作曲：山田耕筰）。
- 1937年（昭和12年） - 国会議事堂を模した市役所新庁舎が天神町に落成。
- 1939年（昭和14年）- 武蔵中央電気鉄道が廃止。
- 1940年（昭和15年） - 第5回国勢調査：6万2279人、1万2281戸。
- 1941年（昭和16年） - 八王子信用組合設立。小宮町と合併。人口7万5797人、戸数1万4681人となる。
- 1945年（昭和20年）- 散田東町（現・散田町1丁目）に小笠原支庁が疎開。人口調査6万3039人。
  - 1月21日 - 京王御陵線、不要不急線として休止。
  - 8月2日 - アメリカ軍による八王子空襲で市街および市役所が焼失。
  - 8月5日 - 中央本線湯ノ花トンネルで米軍機の機銃掃射（湯の花トンネル列車銃撃事件）が発生。
  - 8月24日 - 八高線列車正面衝突事故が発生。

### 現代

#### 第二次世界大戦後 - 昭和後期
- 1947年（昭和22年） - 万出張所・追分出張所・大横出張所・大和田出張所を開設。第6回臨時国勢調査：7万2947人、世帯数：1万5398戸。
- 1950年（昭和25年） - 第7回臨時国勢調査：8万2539人、世帯数：1万6789戸。
- 1951年（昭和26年） - 『八王子市広報』発行開始。
  - 5月17日、皇太后節子崩御。大正天皇陵に隣接して貞明皇后陵墓（多摩東陵）が建設される。
- 1952年（昭和27年） - 市出張所廃止。初の市営住宅である高倉住宅が完成。
- 1955年（昭和30年） - 横山村、元八王子村、恩方村、川口村、加住村、由井村を編入。第8回国勢調査：13万3447人、2万6491戸。
- 1956年（昭和31年） - 町名施行。
- 1958年（昭和33年） - 売春防止法施行により田町遊郭が廃止される。
- 1959年（昭和34年） - 浅川町を編入。
- 1960年（昭和35年） - 第9回国勢調査：15万8443人、世帯数：3万3436戸。
  - 八王子織物買継商組合が「織物の八王子」モニュメント（織物タワー）を八王子駅北口に設置。
  - 12月10日 - 八王子で初めての百貨店であるまるき百貨店が開業。
- 1962年（昭和37年） - 北野清掃事業所完成。『八王子市広報』を現名称『広報はちおうじ』へ改称。
- 1963年（昭和38年） - 陵南会館が落成。
- 1964年（昭和39年）
  - 由木村を編入。多摩ニュータウン計画決定。
  - 東京オリンピック開催、市内が自転車ロードレースの会場となる。
- 1965年（昭和40年） - 第10回国勢調査：20万7753人、世帯数：4万9274戸。人口20万人を突破。
- 1967年（昭和42年） - 市制50周年を迎える。八王子市郷土資料館を開館。明治の森高尾国定公園指定。
  - 10月1日 - 京王高尾線 北野 - 高尾山口間が開通。
  - 12月25日 - 中央自動車道初の供用区間として八王子 - 調布間が開通。
- 1969年（昭和44年） - 八王子繊維工業団地完成（下恩方町）。
- 1970年（昭和45年） - 第11回国勢調査：25万3471人、世帯数：6万5914戸。
- 1971年（昭和46年） - 日本で初めてノーカーデーを実施[12]。
- 1973年（昭和48年） - 甲州街道で多摩地域では初となる休日歩行者天国を1977年（昭和52年）11月20日まで実施。苫小牧市と姉妹都市を締結。
- 1974年（昭和49年） - 人口30万人を突破。戸吹清掃工場完成。栃木県日光市と姉妹都市を締結。
- 1975年（昭和50年） - 石川出張所・横山出張所を開設。第12回国勢調査：30万2580人、世帯数：9万1116戸。南多摩斎場を開設。
- 1976年（昭和51年） - 多摩ニュータウン八王子市域で入居開始。市の木をイチョウ、市の花をヤマユリとする。
- 1978年（昭和53年） - 館出張所を開設。
- 1980年（昭和55年） - 第13回国勢調査：38万7178人、11万8512戸。
- 1980年（昭和55年） - 館清掃事業所完成（館清掃工場は2010年9月廃止[13]）多摩織が伝統的工芸品の指定を受ける[14]。
- 1982年（昭和57年） - 戸吹最終処分場が完成。
- 1983年（昭和58年） - 国鉄八王子駅の駅ビル「八王子ターミナルビル」が開業し八王子そごうが出店。市役所新庁舎が元本郷町に完成。人口40万人を突破。
  - 12月1日 - 防災行政無線運用開始。
- 1985年（昭和60年） - 八王子バイパス供用開始。第14回国勢調査：42万6654人、世帯数：13万5910戸。
- 1986年（昭和61年） - 国土交通省より業務核都市に指定される。
- 1988年（昭和63年） - 浅川支所・由木支所を開設。八王子テレメディア放送開始。
  - 5月21日 - 京王相模原線多摩センター - 南大沢間開通。

#### 平成
- 1989年（昭和64年/平成元年）
  - 1月7日 - 昭和天皇崩御。武蔵野陵が建設される（皇室墓地域が武蔵陵墓地と改名）。
  - 4月2日 - 京王八王子駅が地下化される。
  - 12月20日 - 京王八王子高速バスターミナルが開業。
  - 建設省（現在の国土交通省）からインテリジェント・シティ（高度情報都市）の指定を受ける。郵政省（後の郵政事業庁→日本郵政公社・郵政行政局→現在の日本郵政株式会社）によりハイビジョン・シティ構想モデル都市の指定を受ける。
- 1990年（平成2年） - 第15回国勢調査：46万6347人、世帯数：16万3750戸。八王子開市400年行事を開催。由木東事務所開設。絹の道資料館を開設。
- 1991年（平成3年） - 市の鳥をオオルリとする。
- 1993年（平成5年） - TAMAらいふ21が開幕。
- 1994年（平成6年） - 京王八王子駅ビル（京王八王子ショッピングセンター）開業。
- 1995年（平成7年）
  - 人口が50万人を超える。第16回国勢調査：50万3363人、世帯数：18万8286戸。
  - 「織物の町八王子」モニュメント（織物タワー）、八王子駅北口再開発事業による北口地下駐車場整備工事に伴い解体撤去。
- 1995年（平成7年） - 南大沢事務所を開設。
- 1997年（平成9年）
  - 3月 - みなみ野シティ（八王子ニュータウン）街びらき、入居開始。
  - 3月14日 - 八王子駅北口再開発ビル「八王子東急スクエア」開業。
- 1999年（平成11年）
  - 八王子駅北口再開発事業により、八王子駅北口地下駐車場が完成。
  - 八王子駅北口にペデストリアンデッキ「マルベリーブリッジ」完成（2000年代以降も延伸工事が続く）。
- 2000年（平成12年）
  - 6月16日 - 皇太后良子崩御。昭和天皇陵に隣接して香淳皇后陵（武蔵野東陵）が建設される。
- 2001年（平成13年） - 八王子八十八景を選定。
- 2003年（平成15年） - 八日町第2地区再開発ビル、国土交通省直轄八日町駐車場（八日町夢街道パーキング）完成
- 2005年（平成17年） - 先端技術開発・交流センター開設。
- 2007年（平成19年） 
  - 圏央道八王子西インターチェンジおよび八王子ジャンクションを供用開始。
  - 高尾山がミシュランガイドの“三ツ星”観光地に選出される。
  - 東京都内初の道の駅として道の駅八王子滝山が開業。
  - 東京都で初めての保健所政令市に移行。
- 2008年（平成20年）
  - 8月29日 - 平成20年8月末豪雨により深夜に1時間あたり雨量63mmを記録。JR中央線高尾駅の浸水、土砂崩れによる京王高尾線各駅停車の列車脱線、家屋全壊などの被害が出る。
- 2009年（平成21年） - レアメタルを資源として再利用することを目的として「使用済小型家電の回収モデル事業実施地区」に江東区とともに選定される。
- 2010年（平成22年）
  - 7月31日- 八王子南バイパス一部（浅川トンネル）供用開始。
  - 11月11日 - 八王子駅南口駅ビル「セレオ八王子南館」が開業。
  - 12月1日 - 八王子駅南口地区再開発ビル「サザンスカイタワー八王子」開業。
- 2011年（平成23年） - 景観行政団体となり、八王子市景観条例施行。
- 2012年（平成24年）- 水道業務を東京都水道局に完全移行。
  - 1月31日 - そごう八王子店が閉店。八王子市内から百貨店が消滅、都内からそごう店舗が消滅。
  - 3月25日 - 圏央道高尾山インターチェンジを供用開始。
  - 10月25日 - そごう撤退後の八王子駅北口駅ビル「八王子ターミナルビル」をリニューアルし「セレオ八王子北館」が開業。単館としてはJR東日本最大の駅ビル商業施設で、京王百貨店サテライトショップなどが出店。またかつて八王子から撤退した伊勢丹が小型店舗「イセタンミラー」を出店し事実上の再出店となる。
- 2013年（平成25年） - 新滝山街道が全線開通[15]
- 2014年（平成26年） - 圏央道高尾山インターチェンジと相模原愛川インターチェンジが開通。これにより東名高速道路・中央自動車道・関越自動車道が結ばれる。
- 2015年（平成27年）4月1日 - 東京都で初めての中核市に指定される。
- 2017年（平成29年） - 市制施行100周年を迎え、市制施行100周年記念事業を開催。